# Fagernäs, Lojo

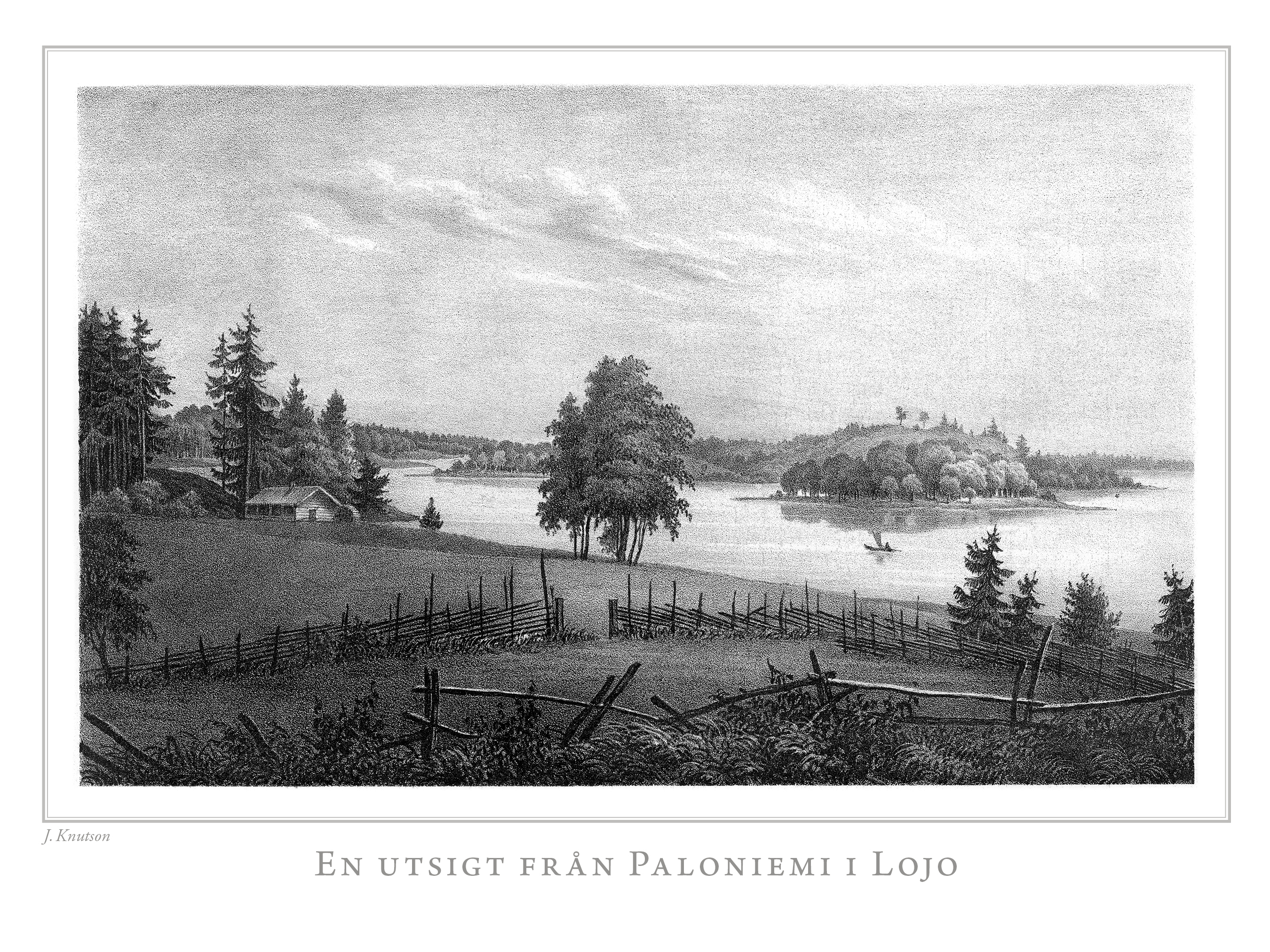
Litografi av utsikten från Paloniemi i Finland framstäldt i teckningar utgiven 1845-1852.

Fagernäs (finska: Paloniemi) är en stadsdel i Lojo stad i Finland. Fagernäs är beläget cirka tre kilometer nordväst från stadens centrum. Stadsdelen är mest känd för Fagernäs herrgård och Fagernäs sjukhus som stängdes av Helsingfors och Nylands sjukvårdsdistrikt HUS år 2010.